# نهى الزيني
المستشارة الدكتورة نهى عثمان مهران عثمان الزيني قاضية مصرية، حاصلة على درجة الدكتوراة في القانون الدستوري من جامعة القاهرة وعلى دبلوم عالي في الأدب الفرنسي من جامعة السوربون بفرنسا.
كشفت للرأي العام وقائع تزوير في انتخابات مجلس الشعب المصري بمدينة دمنهور عاصمة محافظة البحيرة ونشرت التفاصيل كاملة في جريدة المصري اليوم بعددها الصادر يوم 24 نوفمبر 2005، مما كان له أثر القنبلة داخل وخارج مصر.

## مقالات لها
- كتاب: أيام الأمازيغ
- كتاب: بلا وطن
- مقال رائع في وأد فتنة مصر والجزائر
- مقال رائع عن زيارة قامت بها إلى قطاع غزة http://www.paldf.net/forum/showthread.php?t=217480